# 朱雪璋
朱雪璋（1975年9月28日—），曾任臺北市大安區光信里里長，因暴力事件、鬥毆滋事等屢上新聞，為地方問題人物，其犯罪紀錄於里長任內達到高峰。司法判決定讞後曾逃亡中國大陸，後遭公安逮捕引渡回台，目前正在服刑。

## 生平
朱雪璋出生在一個司法官家庭，從小就在延吉街一帶出生長大。父親朱鍾真曾任最高法院庭長，當地居民表示，朱父是高院退休法官，在法界相當有名望，在延吉街住了4、50年，由於工作身分特殊，很少和鄰居互動。母親則是家庭主婦，兩老將積蓄用以購置土地，成就日後朱雪璋的空手道王國事業。朱父原一心寄望朱雪璋用功讀書，當初為了培養朱雪璋的男子氣概，所以才會送他去學習空手道的，但意外地讓他選擇空手道為其一生的事業。
朱雪璋曾師學於知名的陳興桂教練，陳興桂教練 擁有IJKA(国際日本武術空手道会)總本部國際8段技術局局長身分，陳興桂教練現為台北市全民空手道館館長。朱雪璋後來在陳教練的協助下考取台北市立體專，畢業後回到全民道館擔任助教，但因與教練歧見紛爭，遭其教練逐出師門，自行負笈前往日本拜師學藝。
朱雪璋在日本兩年研修正宗空手道後，回國開始設館招生，一切資金均由父母出資協助。1998年7月於財團法人國語日報文化中心與台北市YMCA文山會館，發起開創空手道教室。在父親與友人之支持下，於1999年6月在台北市大安區正式成立「正心道場」。
2002年1月19日在立法院〈群賢樓〉，成立中華民國台灣空手道協會，與現今之中華民國空手道協會相互抗衡。有論點認為因朱雪璋首開惡例，造成日後全國空手道體制多頭馬車及混亂的局面，不若跆拳道體制完整。
朱雪璋自稱赴日學習空手道獲得日本認證空手道國際四段資格，憑藉著與周立里所創立的中華民國台灣空手道協會，來發放段級証書給學員，但証書均不被本國正統的中華民國空手道協會認同，致使學員權益受損無法參加代表本國之奧、亞運、世運、世界杯之國手選拔，該學員只能參加朱雪璋自辦的比賽及國際松濤館空手道連盟(SKIF)之（流派）體系內的比賽，朱雪璋以此對學員聲稱是國際級大賽等同奧、亞運。
2014年以黑馬姿態出馬競選當地光信里里長，原有老里長是現任議員陳永德的母親陳曾悅子。由於光信里是陳家祖厝所在地，陳曾悅子的丈夫陳俊雄，是前任市議員，兒子陳永德也繼任當選多屆市議員，侄兒陳錦祥曾任台北市議會副議長，也繼任當選多屆市議員，家族在當地有深厚的政治基礎，但選舉結果卻是連任5屆的陳曾悅子，以600多票敗給朱雪璋。
據鄰里透露，當時朱雪璋和陳曾悅子一對一競爭，80幾歲的老里長選舉方法很傳統，都是挨家挨戶的拜票，但朱雪璋懂得網路宣傳優勢，還用了許多選舉步數，贏得許多年輕族群的選票。某次，朱雪璋在仁愛路發傳單，一名陳錦祥服務處員工經過，沒向朱雪璋拿傳單。事後，朱雪璋得知是陳錦祥的員工，藉機糾眾到陳錦祥服務處抗議造勢，並具狀控告員工涉嫌妨礙名譽。原本員工要反控朱雪璋誣告，但朱雪璋在勝選後立刻撤回告訴，員工為了顧及陳錦祥在地方上的人和，未再追訴此事。
朱雪璋當選里長後，定期要負責清掃里內道路，他第一次帶人打掃街道，一名陳姓男子站在朱家道館巷口便利商店前抽菸，朱上前要對方熄菸，陳某認為這不是禁菸場所拒絕，兩方吵了起來。朱雪璋要出手修理陳某，陳某逃跑。朱雪璋追到附近國泰醫院廁所，將陳某揪出壓在地上痛毆一頓，直到派出所員警趕來制止才罷手。事後，兩人互控傷害，檢方調閱監視器畫面後發現，都是朱雪璋在動手，於是將朱提起告訴，陳某則不起訴處分。
另外，一名黃姓高職學生被母親送到朱雪璋的道館習武、拜託朱雪璋幫忙管教。某天他在文湖線科技大樓站撞見黃同學，當場把黃同學痛打一頓，黃同學向大安分局控告朱雪璋傷害，朱又獲起訴。朱雪璋不滿被告，跑到黃姓學生就讀高職，向教官指控黃生吸毒，教官遂要求黃同學驗尿檢查，檢驗結果是陰性，黃姓學生認為朱雪璋惡意汙蔑，另再向警方控告朱涉嫌妨礙名譽，已由警方函送檢方偵辦。
因2016年犯下重傷害罪，加上判決定讞後逃亡中国大陆，2020年引渡回台後在龜山監獄展開6年刑期。

## 經歷
- 8歲國小三年級時入門練習空手道。
- 16歲高中時隨台灣空手道名人陳宏宗師範與陳興桂師範鑽研空手道並立志成為空手道家。
- 19歲時進入臺北市立體育專科學校空手道隊，期間曾多次榮獲台北市及全國大賽型與組手前3名，並與日本空手道界及K-1名選手多次交流比賽，主修空手道畢業。
- 23歲時成立正心道場，之後並成立推動空手道的『中華民國台灣空手道協會』。
- 25歲時赴日本東京留學『國際松濤館空手道連盟(SKIF)總本部』追隨金澤弘和大師研修，且與極真會等其他流派空手交流學習，期間榮獲SKIF第一回金澤杯國際空手道錦標賽一般男子個人型第三名與SKIF第21回全日本空手道錦標賽一般男子個人組手重量級前八名入圍。

- 1995年代表中華民國VS日本關東區大學代表隊出場比賽
- 1994～2000年多次榮獲台北市及全國空手道大賽型與組手前三名
- 1999JKA世界空手道錦標賽中華代表隊選手
- 2001SKIF第1回金澤杯國際空手道錦標賽男子個人型第三名
- 2001SKIF第21回全日本空手道錦標賽男子個人組手重量級前八名入圍
- 2003.06.12國際松濤館空手道連盟(SKIF)世界空手道錦標賽中華代表隊金牌教練
- 2004SKIF亞洲空手道錦標賽中華代表隊金牌教練
- 1998～1999年財團法人國語日報空手道場專任教練
- 1998～1999年台北YMCA空手道專任教練
- 1999～2005年中國海商專校空手道社指導教練
- 2002～2010年台北市立建國中學空手道社指導教練
- 1999～2009年台北市立仁愛國中空手道校隊指導教練
- 2000～2011年TYPA(台北美國學校)空手道專任教練
- 2002～2003年TBS(台北英國學校)空手道專任教練
- 2003～2012年台灣警察專科學校空手道教官
- 2007中華民國總統馬英九先生內衛隨扈
- 「財團法人國語日報」體育專欄執筆
- 「台灣武林」雜誌專欄執筆
- 2020年龜山監獄受刑人，刑期為6年，因服刑前逃亡，提前假釋出獄可能性極低。

## 犯罪記錄
1998年
朱雪璋於台灣台北市大安區成立「正心道場」，為違建。

2012年
7月31日，朱雪璋帶著妻子吳佩樺、孩子及朋友，前往延吉街一家火鍋店用餐，吃完買單時嫌太貴，鄭姓老闆出面解釋時，吳佩樺拿起桌上內有菜肴的飯碗，朝鄭某猛力丟去，導致鄭某額頭受傷流血。鄭某見對方凶惡，又人數眾多，不敢理論收錢，事後鄭姓老闆為此事悲憤不平，不久後自行將火鍋店歇業。
2013年
4月朱雪璋帶妻小到新北市淡水區沙崙海灘附近餐廳用餐，因違規停車和人嗆聲：「有種單挑！」結果被當地居民團團包圍，朱雪璋持玩具刀、防狼噴霧傷害圍觀的鄉民與警察，造成共9人送醫，朱雪璋被逮後稱：「我認識立法院副院長洪秀柱！」仍被依傷害、妨害公務罪嫌送辦。洪秀柱承認認識朱雪璋，但批朱犯錯就該道歉，並說：「就算認識馬英九也沒用。」
2015年
擔任大安區光信里里長期間，與里民一言不合，以空手道施暴打斷民眾肋骨，而被台北地檢署依傷害罪及強制罪起訴。

2016年
因扣押泰國籍泰拳教練護照與手機事件，遭到對方控訴，成為國際事件。朱雪璋曾到泰國一家名為Sitmonchai的健身房，洽聘一名20歲的泰拳教練塔皮邁（PreechaThaphimai，譯音），到他的正心道館擔任泰拳教練，朱雪璋並透過台灣駐曼谷辦事處，為塔皮邁申請了文化交流簽證來台。然而文化交流簽證是禁止工作的，塔皮邁教練來到正心道館後，被要求在道館工作，一有不從，朱雪璋就對塔皮邁拳腳相向，塔皮邁因已簽下合約，顧慮解約將拿不到任何錢，加上自己身處異地，沒有朋友家人可求助，只好忍受朱雪璋虐待。
同年，外號「深海閻王」後來猥褻國小女童判刑1年6個月的武術教練王毓霖不滿朱雪璋動武打傷里民，在網路發文痛批，並在道館外挖鼻孔拍照，表示鄙視。2月，朱雪璋設局約了王毓霖等三名武術教練到延吉街自家的「正心道場」，要「切磋武藝」，事實上卻設局找數十位黑幫份子埋伏。由於對方死命不從，朱還一度欲拿出槍械，朱妻吳佩樺亦同謀，吆喝幫眾「再砍他一刀，算我的！」拿刀砍王毓霖，致王毓霖背部和左小腿肌斷裂，吳佩樺還拿手機錄下行兇畫面，檢警亦發覺朱雪璋、吳佩樺開門讓幫眾進屋打人，持刀斷人腳筋，還辯稱是對方自己砍傷自己，但因證據顯示朱雪璋事先就找了20名幫派分子埋伏行兇，還叫員工蓋住監視器，企圖湮滅證據，一切都是犯前就有預謀。事後吳佩樺將影片刪除，不過現場打人的幫眾指證歷歷，朱雪璋遭警方上銬移送法辦，隨後被收押禁見。
朱雪璋不但對於同道中人設局伏擊，更曾對一般民眾施暴，他曾以「保護妻小」為由，動手毆打一名矮小的女人，而被對方提告傷害，一名知情員警私下表示：「當時他說是對方情緒激動攻擊他，為了自保才會反擊，只是那女的才一百五十幾公分，身材嬌小，攻擊他也不可能致命，結果卻被他打得鼻青臉腫…」
2017年
該年4月，傳出朱雪璋賣道館脫產的消息，本人表示照片遭誤用。後由於一直未到案遭北檢通緝，直到2018年10月到案，記者訪問下證實道場已賣出，現居於淡水。
同年5月24日臺北地方法院依重傷未遂罪判朱6年徒刑，朱妻吳佩樺則判5月、得易科罰金，可上訴。而受害者則表示6年依然太輕，其妻也只被輕判5個月，無法理解。里長職務由馬文全代理。
亦是同一年，一名陳姓女子指控遭朱雪璋逼車、擋車，朱雪璋下車理論時，開口嗆人同性戀、噁心。而朱雪璋到案時說，自己很有名，路人都認得他，「我怎麼可能幹這種事情嘛」，士林地檢署最後依罪證不足，予以不起訴處分。
2018年
該年5月，朱雪璋頻頻喊窮，雖賣掉道場，卻表示產權複雜，個人所得只有少部分。原告最初求償4000萬一路降到2400萬、2100萬，民事求償案上訴高院後，法官原本促使雙方以1000萬元和解，朱卻當庭變卦，改稱沒錢只願賠800萬元，最後和解破局。
6月時，台北地院開庭審理，朱更進一步殺價表示只願賠100萬至220萬元。詹、蔡兩人原本求償金額為100萬元，前次開庭經法官勸諭，兩造均同意索賠金額降為56萬，豈知6月再開，朱雪璋堅持原告律師須對太太（朱妻吳佩樺）撤告，導致怕朱脫產的律師也不甘冒險，和解因此破局。
2020年
2月21日，臺北地方法院判處朱雪璋、朱妻吳佩樺賠償王男234,679元（刑事律師費用5萬元、衣物手機損害2萬元、勞動能力減少之損害98,679元、看護費用66,000元）、被告連帶賠償 765,321元（醫療費用55,499元、交通費用17,355元、精神慰撫金692,467元），兩項合計100萬元及自2017年4月2日起至清償日止按年利率5%計算之利息。王男雖獲賠，但傷勢嚴重，即便康復出院，身體也無法像以往那樣順暢活動，對他的武術生涯與收入來源影響甚鉅。
歷經4年審判，朱某一審被依重傷害罪判刑6年，二審法官批朱某全無武德，惡性甚重，對是否和解一再反覆，難認有悔意，因此仍判刑6年。朱雪璋不服，上訴中華民國最高法院，遭最高法院駁回其訴，依重傷未遂罪判朱某6年徒刑定讞。朱妻吳佩樺被判刑5月，得易科罰金15萬元定讞。
朱雪璋不願報到入監，展開逃亡，於2020年6月21日試圖以「返鄉探親」名義，搭機逃往中國大陸，遭海關攔阻，隨後四處藏匿，期間曾躲藏淡水、彰化、屏東等地。朱雪璋逃亡期間，竟然還在新北市三峽區掃墓並打卡，讓警方決定組成專案小組查緝。警方調查發現，朱雪璋在5月試圖搭機出境失敗後，就與親友策劃逃亡，聯繫一位屏東的偷渡船老闆，一路租車南下，最後以80萬元代價，由屏東搭船到中國大陸。事前，朱雪璋將手機交託親友不時開開關關，讓警方誤以為朱某並未出境；另方面讓家人到新北市三峽區龍泉墓園掃墓，再傳照片給已在中國大陸的朱雪璋，他再以跳板程式在臉書打卡，試圖誤導警方，製造人在新北祭祖的假象。
同年9月13日，因持用本人的台胞證住飯店，遭廈門公安掌握行蹤，以非法入境罪名逮捕，並通知台灣於同年9月14日遣返。檢察官偵訊及檢疫後，18時許依照2019冠狀病毒病隔離標準，送往土城看守所隔離14天，目前已送至龜山監獄服刑。但在朱雪璋砍殺[深海閻王]王毓霖入獄後,王毓霖也因猥褻國小女童判刑1年6個月.有網友戲稱朱雪璋有先見之明,是在預防[性犯罪],但兩事件據查並無關聯

2021年
朱雪璋家中沙發夾層中的私藏武器被搜出，是一枚雙面開鋒的槍頭。2021年被依違反《槍砲彈藥刀械管制條例》起訴。

## 個人生活

### 家庭
朱雪璋認識妻子吳佩樺時，吳佩樺是已婚身分，朱雪璋與吳佩樺自認是「普通朋友」。吳佩樺的夫婿曾在大安區酒店當經理，屬於竹聯幫和堂外圍兄弟。2008年，吳佩樺的夫婿至中山區KTV飲酒作樂，結果與六名美籍華人發生激烈衝突，吳佩樺夫婿遭到亂刀砍死。朱雪璋當時是吳佩樺兒子的武術教練，耐心陪伴她走出喪夫陰霾，終於修成正果，兩人登記結婚，朱雪璋相當疼愛吳佩樺所生的兩個兒子。
自2016年對王毓霖的鴻門宴案發生後，朱雪璋與吳佩樺傳出失和。2018年4月，疑似財務糾紛及家暴，吳佩樺帶著兩子提出分居，定居於板橋。朱雪璋一怒之下前往小學擄人，並送至三重友人處。根據警方調查，朱雪璋犯案前一個小時，還曾致電吳佩樺說要把孩子送出國。朱雪璋遭警方逮捕後，吳佩樺立即指控朱雪璋家暴，並聲請緊急保護令。

## 軼事
- 朱雪璋「自稱」明太祖朱元璋之後代[25]，但是據專家考證，「雪璋」不但犯了避諱，也完全不是朱元璋規定的命名方法[26]。
- 他也「自稱」空手道松濤館流創始人金澤弘和台灣唯一入門弟子，但遭到爆料，其實是被原本的老師破門，所以花錢，取得頭銜。曾參與「中華民國空手道協會」，後於2002年被迫離開，自己再組成立「中華民國台灣空手道協會」。自稱曾經率領2003世界杯、2004亞洲杯、2006世界杯、2012世界杯與2015世界盃空手道「中華台北」國家代表隊，但此說法也並未獲得體育署認定。

- 在朱雪璋砍殺[深海閻王]王毓霖入獄後,王毓霖也因猥褻國小女童判刑1年6個月.有網友戲稱朱雪璋有先見之明,是在預防[性犯罪],但兩事件據查並無關聯

## 網路迷因
自2016年對王毓霖的鴻門宴案遭收押後，鄰里巷弄騎樓、電線桿、紅綠燈、路燈、公車站牌甚至量販店的手推車上，開始出現大量聲援朱雪璋的文宣，比如：

- 「請大家相信朱雪璋里長，朱雪璋里長不犯罪，朱雪璋里長不說謊」、
- 「朱雪璋里長，手斷了，但還是勇敢地堅持，不說謊、不犯罪」、
- 「朱雪璋里長從來不犯罪」、
- 「朱雪璋里長不可能設局殺人」、
- 「朱雪璋里長是皇帝的後代，絕對不會對手無縛雞之力的平民爆打」

而後這些文宣遭到不明人士塗改、重寫，變成：

- 「請大家相信朱雪璋里長，朱雪璋里長不犯罪，朱雪璋里長不說謊，朱雪璋里長不肛交」、
- 「朱雪璋里長，手斷了，但還是勇敢地堅持，不說謊、不犯罪、不肛交」、
- 「朱雪璋里長從來不犯罪，更不會犯下肛交罪」、
- 「朱雪璋里長不可能設局殺人，也不可能會設局肛交別人」、
- 「朱雪璋里長是皇帝的後代，絕對不會對手無縛雞之力的平民爆打，也不會爆菊」、

這些文宣愈變愈多，還有：

- 「朱雪璋里長只有肌肉，不會雞姦」、
- 「朱雪璋里長受到正義聯盟的感召，要去監獄裡打擊肛交惡徒，從不鬆弛」

諸如此類的文宣，在基隆，甚至有人以「皇帝封禪」等級，在綁著文宣的樹下方「設壇」，放置一張大茶几，上面還綁還願專用的壽金、篙錢、金白錢，表示尊敬。此類的文宣，自臺灣的北北基，到韓國首爾、釜山；日本東京、京都、名古屋；美國的費城、洛城、舊金山等地的公廁與電話亭都偶有發現，許多還附有當地語言的翻譯。

自此朱雪璋的名字在網路上離不開「肛交」、「雞姦」等關鍵字，成為一種網路迷因 。